# Едвард Бернс
Едвард Фицџералд Бернс (енгл. Edward Fitzgerald Burns; рођен 29. јануара 1968, Њујорк, Њујорк), амерички је филмски и ТВ глумац, режисер, продуцент и сценариста.
Након што је завршио факултет, Бернс је започео своју каријеру у филмској индустрији, као асистент на снимању филма Дорси Оливера Стоуна. Док је радио као потрчко за Ентертеинмент Тунајт, глумио је у слободно време у свом првом филму, Браћа Мекмален, режирајући, продуцирајући и инвестирајући. Године 1996. Бернс је написао, продуцирао и глумио у драми Она је права са Џенифер Енистон, Камерон Дијаз и Амандом Пит, као и у комедијској драми Тротоари Њујорка 2001. године.
Године 1998. играо је лик Ричарда Рајбена у холивудском блокбастеру Стивена Спилберга Спасавање редова Рајана.